# Maurice Rootes
Maurice Rootes est un monteur britannique né le 12 avril 1917 dans le Surrey (Angleterre) et mort le 17 juin 1997 à Ludlow dans le Shropshire (Angleterre).

## Filmographie partielle

### Cinéma
- 1950 : Maria Chapdelaine (The Naked Heart) de Marc Allégret
- 1951 : L'Inconnue des cinq cités (A Tale of Five Cities) d'Emil-Edwin Reinert, Montgomery Tully, Wolfgang Staudte, Romolo Marcellini, Géza von Cziffra, Irma von Cube
- 1952 : Stolen Face de Terence Fisher
- 1953 : Blood Orange de Terence Fisher
- 1953 : Spaceways de Terence Fisher
- 1953 : Four Sided Triangle de Terence Fisher
- 1954 : Murder by Proxy de Terence Fisher
- 1954 : Face the Music de Terence Fisher
- 1963 : Le Siège des Saxons (Siege of the Saxons) de Nathan Juran
- 1963 : Jason et les Argonautes (Jason and the Argonauts) de Don Chaffey
- 1964 : Les Premiers Hommes dans la Lune (First Men in the Moon) de Nathan Juran
- 1967 : Custer, l'homme de l'ouest (Custer of the West) de Robert Siodmak
- 1969 : Krakatoa à l'est de Java (Krakatoa: East of Java) de Bernard L. Kowalski

### Télévision
- 1965 : Seaway (13 épisodes)
- 1957 : Robin des Bois (19 épisodes)
- 1957 : Le Chevalier Lancelot (10 épisodes)